# 杭州媒体
杭州媒体，旨在介绍杭州市的媒體。目前杭州媒体涵盖电视、报纸、广播、互联网等业态，部分媒体在全国范围内享有一定影响力。

## 报业
杭州的报业发展始于1897年，当时，《经世报》和以日商名义登记的《杭报》先后创刊，此后又出现了《杭州白话报》报纸。中华民国时期，杭州报业有了新的发展，至1937年，杭州就有各种报纸和时政性刊物260多种。杭州解放和中华人民共和国成立后，报纸全部收为国有，当时主要报纸有中共浙江省委机关报《浙江日报》和中共杭州市委机关报《杭州日报》。1980年代后，杭州报业重新发展，先后创办了《经济生活报》、《联谊报》、《浙江侨声报》、《浙江法制报》、《钱江晚报》、《之江晨报》和《都市快报》等报纸。
目前杭州主要有两大报业集团，分别是省管的浙江日报报业集团和市管的杭州日报报业集团。其中，隶属于杭州日报报业集团的《都市快报》和隶属于浙江日报报业集团的《钱江晚报》是拥有读者较多的两大报纸，均被入选世界百大报纸，两大报纸日均发行量均达95万份左右。另外还有《青年时报》和《今日早报》（已停刊）。
《城报》于2012年12月28日正式创刊，是唯一可在杭州地铁各站免费发行的报纸。

## 电视
杭州电视发展起步于1960年，当时仅有浙江电视台一家。1984年杭州电视台开播，此后又有了较大的发展。
目前，浙江广电集团保留呼号的“浙江电视台”拥有11条频道，現拥有浙江卫视、钱江频道、浙江经视等11个频道。其中浙江卫视在中国大陆拥有较高收视率，与湖南卫视、东方卫视、江苏卫视旗鼓相当且这四个卫视时常位居省级卫视收视率的前四名而被民众从整体上习惯性地称为四大卫视，代表节目包括奔跑吧、中国新歌声等。
而杭州文广集团保留呼号的“杭州电视台”拥有8条频道。杭州电视台收视率最高的频道节目主要是民生类的新闻节目，比如杭州电视台生活频道的《我和你说》、杭州电视台西湖明珠频道的《阿六头说新闻》（前2者均為杭州話節目）。
杭州移动电视于2005年5月开播运作，由杭州文广集团和杭州公交集团共同出资组建，至今已覆盖杭州超过4500辆公交车。

## 广播
杭州的广播事业始于1928年，当时浙江省无线电话广播电台（后改称浙江省广播无线电台）开始播音。1949年杭州解放后，浙江新华广播电台（现浙江人民广播电台）开播，而杭州人民广播电台于1958年开播。
目前浙江人民广播电台已并入浙江广电集团，共有8套广播频率。而杭州人民广播电台已并入杭州文广集团，现有新闻综合频道（FM89、AM954）、交通经济广播（FM91.8）和西湖之声（FM105.4）三个频道。

## 新媒体
杭州媒体的互联网发展始于1990年代末，当时主要网站有杭州网、浙江在线等。随着互联网的发展，杭州的新媒体也不断快速发展，尤其是移动端的发展更是亮眼，一些报纸均设有移动客户端供手机用户下载使用，如“浙江新闻”、“浙江24小时”、“杭+新闻”、“杭州新闻”等。
大部分杭州媒体办有微博和微信账号，且拥有较高的粉丝数和推送量。其中《都市快报》、《钱江晚报》、《杭州日报》的微信公众号起步时间较早，取得了较大的成功，这一现象被舆论称为“浙江现象”。